# Prospero Piatti
Prospero Piatti, né  le 1er juin 1840 à Ferrare et mort le 15 juillet 1902 à Rome, est un peintre italien.

## Biographie
Prosper Piatti naît le 1er juin 1840 à Ferrare de l'avocat Giuseppe, juge d'instance, et de Luigia Franceschini. Quelques années plus tard, en 1847, la famille s'installe à Rome. 
Il participe à plusieurs expositions à Paris et obtient une médaille de troisième classe en 1899. Ses fresques ornent la cathédrale de Ferrare et l'ambassade britannique à Rome.
Prospero Piatti meurt en 1902 à Rome.